# Ставне ІІ
Ставне́ ІІ — пасажирський залізничний зупинний пункт Ужгородської дирекції Львівської залізниці.
Розташований на заході села Ставне, Великоберезнянський район Закарпатської області на лінії Самбір — Чоп між станціями Ставне (1 км) та Жорнава (6 км).
Станом на травень 2019 року щодня чотири пари електропотягів прямують за напрямком Сянки — Мукачево.